# Transition de spin-Peierls
La transition de spin-Peierls est observée dans certains matériaux isolants antiferromagnétiques 
quasi-unidimensionnels. En dessous de la température de transition TSP, 
une distorsion du réseau cristallin 
apparaît, tandis qu'un gap Δ(T) se développe dans les excitations de spin. À basse température, la susceptibilité magnétique de spin tend vers zéro comme e-Δ(0)/T. La distorsion de réseau cristallin se traduit par l'observation de pics satellites en diffraction 
des rayons X ou des neutrons. 
La transition de spin-Peierls est souvent précédée par un amollissement d'un mode de phonon qui devient
statique à la transition. 
Le tableau suivant présente quelques composés avec une transition de spin-Peierls. La majorité sont des composés organiques de Tétrathiafulvalène (TTF),  Tétracyanoquinodiméthane (TCNQ) ou sel de Fabre (TMTTF).  
| Composé         | Température de Transition |
| --------------- | ------------------------- |
| TTFCuS4C4(CF3)4 | 12K                       |
| TTFAuS4C4(CF3)4 | 2.1K                      |
| (TMTTF)2PF6     | 19K                       |
| (TMTTF)2AsF6    | 11K                       |
| MEM-(TCNQ)2     | 19K                       |
| (BCPTTF)2PF6    | 36K,                      |
| (BCPTTF)2PF6    | 32.5K                     |
| CuGeO3          | 14K,                      |
| TiOCl           | 66K                       |

Du point de vue théorique, la transition de spin-Peierls peut être décrite en utilisant la transformation de Jordan-Wigner, qui ramène les spins-1/2 à des fermions sans spin en interaction, et permet dans la limite adiabatique (faible fréquence des phonons optiques) un traitement parallèle, à celui de la Distorsion de Peierls. La phase de haute température, sans distortion, est un Liquide de Luttinger, tandis que la phase de basse température est décrite par le modèle de sinus-Gordon quantique. Dans le cas d'une fréquence élevée des phonons optiques (limite anti-adiabatique), une théorie de perturbation au second ordre permet de montrer qu'une interaction entre les spins-1/2 analogue à celle créée par une frustration géométrique est générée. Une telle interaction conduit à l'ouverture d'un gap dans les excitations de spin par une dimérisation spontanée, là encore décrite par un modèle de sinus-Gordon quantique.  